# 神威
在日本北海道的阿伊努族文化中，神威（阿伊努語羅馬化：kamuy）指的是人類周遭各種生物和現象中，會對人類發揮重要作用、帶來強烈影響的存在。神威被認為無處不在，總是守護著人們；各種動植物和自然現象事物都被認為與神威有關，包括火、水、風、山、河等。有時，神威以肉、毛皮等形式來到人類世界。於是，族人舉行送熊儀式（阿伊努語羅馬化：iyomante），在款待神威的靈魂（阿伊努語羅馬化：ramat）後，將其送回神界（阿伊努語羅馬化：kamuymosir）。